# Ligue de football du Bandundu
La ligue de football du Bandundu (Lifband) est la ligue de football de haut niveau de la province du Bandundu. Chaque année des clubs de la lifban sont relégués dans les divisions inférieures telle que l'EUF-Kikwit. Elle fait partie de la Fédération congolaise de football association (FECOFA)
Cette compétition réunit les clubs des villes telles que : Bandundu, Bulungu, Idiofa, Inongo, Kenge
En 2012, la lifban devient une 2e Division, à la suite de la création d’une 1re Division répartie en trois groupes. En 2018, la lifban devient une 3e Division, à la suite de la création d’une 2e Division répartie en trois groupes.

## Palmarès
- 2001 : AS Anges Noirs (Kikwit) [2]
- 2002 : CS Matiti Mabe (Bandundu) [3]
- 2003 : AS Vutuka (Kikwit) [4]
- 2004 : CS Matiti Mabe (Bandundu) [5]
- 2005 : FC Makila Mabe (Kikwit) [6]
- 2006 : FC Makila Mabe (Kikwit) [7]
- 2007 : AS Momekano (Bandundu) [8]
- 2008 : AS Ndombe (Bandundu) [9]
- 2010 : AS Vutuka (Kikwit) [10]
- 2014 : AS Saint-Hyppolite